# Langage machine
Le langage machine, ou code machine, est la suite de bits qui est interprétée par le processeur d'un ordinateur exécutant un programme informatique. C'est le langage natif d'un processeur, c'est-à-dire le seul qu'il puisse traiter. Il est composé d'instructions et de données à traiter codées en binaire.
Chaque processeur possède un langage machine. Si un processeur A est capable d'exécuter toutes les instructions du processeur B, on dit que A est compatible avec B. L'inverse n'est pas forcément vrai : A peut avoir des instructions supplémentaires que B ne connaît pas.
Le code machine est aujourd'hui généré automatiquement, généralement par le compilateur d'un langage de programmation ou par l'intermédiaire d'un bytecode.

## Instructions du langage
Les « mots » d'un langage machine sont appelés instructions. Chacune d'elles déclenche une commande de la part du processeur (par exemple additionner deux valeurs, copier une valeur, etc.).
Un processeur à architecture RISC ne reconnaît que peu d'instructions différentes, alors qu'un processeur à architecture CISC en possède un large éventail. Néanmoins certains processeurs CISC récents transforment en interne les instructions complexes en une suite d'instructions simples, qui sont alors exécutées.
Un programme n'est qu'une longue séquence d'instructions qui sont exécutées par le processeur. Elles sont exécutées séquentiellement sauf quand une instruction de saut transfère l'exécution à une autre instruction que celle qui suit. Il existe également des sauts conditionnels qui sont soit exécutés (l'exécution continue à une autre adresse), soit ignorés (l'exécution continue à l'instruction suivante) selon certaines conditions.

### Opcode
Chaque instruction commence par un nombre appelé opcode (ou code opération) qui détermine la nature de l'instruction.
Par exemple, pour les ordinateurs d'architecture x86, l'opcode 0x6A (en binaire 01101010) correspond à l'instruction push (ajouter une valeur en haut de la pile).
Par conséquent, l'instruction 0x6A 0x14 (01101010 00010100) correspond à push 0x14 (ajouter la valeur hexadécimale 0x14 , ou 20 en décimal, en haut de la pile).

### Longueur des instructions
Certains processeurs codent toutes leurs instructions avec le même nombre de bits (par exemple : ARM, MIPS, PowerPC), tandis que chez d'autres la longueur de l'instruction dépend de l'opcode (exemple : x86). L'organisation des combinaisons de bits dépend largement du processeur. Le plus commun est la division en champs. Un ou plusieurs champs spécifient l'opération exacte (par exemple une addition). Les autres champs indiquent le type des opérandes, leur localisation, ou une valeur littérale (les opérandes contenus dans une instruction sont appelés immédiat).

#### Avantages et inconvénients

Encodage binaire des codes ASCII du mot « Wikipedia »

Lorsque toutes les instructions ont la même taille elles sont également alignées en mémoire. Par exemple si toutes les instructions sont alignées sur 32 bits (4 octets), alors les deux bits de poids faibles de l'adresse mémoire de n'importe quelle instruction sont à zéro. Cela permet notamment une implémentation plus aisée du cache des prédictions de branchement bimodales.
En revanche le code machine prend moins de place en mémoire s'il ne possède pas de taille minimum, étant donné qu'on élimine les champs non utilisés.

## Écriture du code

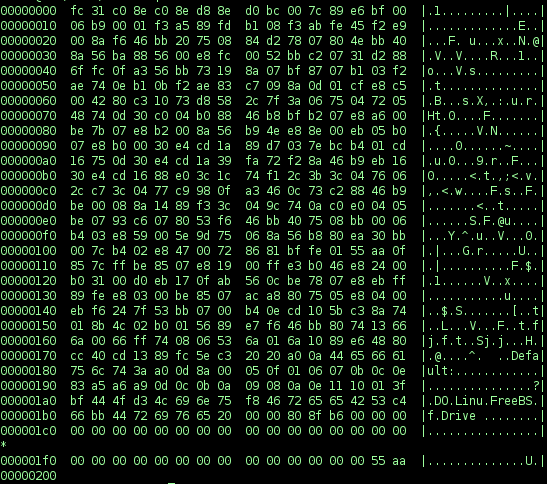
Exemple de fichier binaire exécutable, représenté en hexadécimal.

Alors que le langage machine était le seul disponible à l'aube des ordinateurs, il est aujourd'hui très long et fastidieux de développer en binaire : il faut passer par au moins un langage intermédiaire.
De très nombreux langages de programmation sont transformés en langage machine lors de la compilation. Tous les programmes exécutables contiennent au moins une petite partie en langage machine.
Le langage le plus facile à convertir en code machine est l'assembleur car il possède quasiment les mêmes instructions. L'assembleur (ou langage assembleur) diffère d'une machine à une autre, bien que les instructions soient au bout du compte très semblables. Les langages de plus haut niveau sont convertis en assembleur pendant la compilation. Les langages utilisant une machine virtuelle passent par un bytecode qui est converti à la volée par la machine virtuelle.

## Exemples

### Processeur MIPS
Comme exemple spécifique, regardons l'architecture MIPS. Ses instructions ont toujours une longueur de 32 bits. Le type général de l'instruction est donné par les 6 bits de poids les plus forts (dans une représentation sur 32 bits, les 6 de gauche), qu'on appelle le champ op.
Les instructions de type-J et de type-I sont pleinement spécifiées par le champ op. Les instructions de type-R ont un champ supplémentaire, fonct, pour déterminer la nature exacte de l'opération. Les champs de ces 3 types d'instructions sont :
```
   6      5     5     5     5      6 bits
[  op  |  rs |  rt |  rd |shamt| fonct]  type-R
[  op  |  rs |  rt | adresse/immédiat ]  type-I
[  op  |        adresse cible         ]  type-J
```

rs, rt, et rd indiquent des opérandes de type registre ; shamt indique un décalage (shift amount) ; et le champ adresse ou immédiat contient un opérande sous forme de valeur.
Par exemple, ajouter les registres 1 et 2 et placer le résultat dans le registre 6 est codé :
```
[  op  |  rs |  rt |  rd |shamt| fonct]
    0     1     2     6     0     32     décimal
 000000 00001 00010 00110 00000 100000   binaire
```

Charger une valeur depuis la cellule mémoire 68 cellules après celle pointée par le registre 3 dans le registre 8 :
```
[  op  |  rs |  rt | adresse/immédiat ]
   35     3     8           68           décimal
 100011 00011 01000  0000000001000100    binaire
```

Sauter à l'adresse 1025 (la prochaine instruction à exécuter se trouve à l'adresse 1025) :
```
[  op  |        adresse cible         ]
    2                 1025               décimal
 000010   00000000000000010000000001     binaire
```

### Processeur ARM
Les processeurs de l'architecture ARM sont un cas particulier dans la mesure où toutes les instructions sont conditionnelles. Elles sont toutes d'une longueur de 32 bits, et leurs quatre premiers bits indiquent dans quelles conditions l'instruction doit être exécutée.